# Liparis crassibasis
Liparis crassibasis är en orkidéart som beskrevs av Johannes Jacobus Smith. Liparis crassibasis ingår i släktet gulyxnen, och familjen orkidéer. Inga underarter finns listade i Catalogue of Life.